# Go Goa Gone
Pour plus de détails, voir Fiche technique et Distribution.
Go Goa Gone est un film indien réalisé par Krishna D. K. et Raj Nidimoru, sorti en 2013.

## Synopsis
Des amis se retrouvent aux prises avec zombies sur une île au large de Goa.

## Fiche technique
- Titre : Go Goa Gone

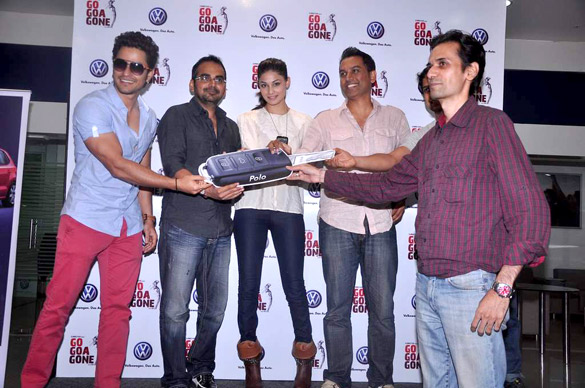
L'équipe du film en promotion.

- Réalisation : Krishna D. K. et Raj Nidimoru
- Scénario : Krishna D. K., Sita Menon et Raj Nidimoru
- Musique : Sachin Sanghvi et Jigar Saraiya
- Photographie : Dan Macarthur et Lukasz Pruchnik
- Montage : Arindam Ghatak
- Production : Saif Ali Khan, Sunil Lulla et Dinesh Vijan
- Société de production : D2R Films, Eros International et Illuminati Films
- Pays :  Inde
- Genre : Action, aventure, comédie, horreur et science-fiction
- Durée : 108 minutes
- Dates de sortie : 
  - Inde : 10 mai 2013

## Distribution
- Kunal Khemu : Hardik
- Saif Ali Khan : Boris
- Vir Das (en) : Luv
- Anand Tiwari : Bunny
- Puja Gupta : Luna
- Hardik Malaviya : Hardik

## Distinctions
Le film a été présenté au festival international du film de Chicago en compétition dans la section After Dark. Il a été également nommé pour 2 Producers Guild Film Awards : Meilleur acteur de comédie pour Kunal Khemu et Meilleur second rôle masculin pour Saif Ali Khan. Dan Macarthur a obtenu le ASIN Award de la meilleure photographie pour ce film et pour le film Meurtre à double face.